# Campaña Nacional por el Derecho al Aborto Legal, Seguro y Gratuito
La Campaña Nacional por el Derecho al Aborto Legal, Seguro y Gratuito es una alianza argentina de organizaciones y personalidades que articula acciones comunes en pos de la legalización del aborto en dicho país. Fue fundada por Nina Brugo, Martha Rosenberg, Dora Coledesky, Dora Barrancos y Nelly Minyersky.

## Origen
Tiene su origen en los Encuentros Nacionales de Mujeres, evento que se desarrolla anualmente en el país desde 1986, realizados en los años 2003 y 2004. En el Encuentro de 2003, en Rosario, se reúne el Taller de Estrategias para el Derecho al Aborto, también ese año, la tradicional movilización con la que se cierra cada Encuentro utiliza la consigna que sería el lema de la campaña: “Por el derecho a decidir” y “Anticonceptivos para no abortar, aborto legal para no morir”. En mayo del año siguiente el grupo Estrategias por el Derecho al Aborto, formado la Comisión por el Derecho al Aborto; el Foro por los Derechos Reproductivos; Mujeres de Izquierda; Democracia Avanzada; la Central de Trabajadores de la Argentina y feministas independientes organizan un Encuentro Nacional en la Facultad de Ciencias Sociales de la UBA donde se implementan las iniciativas surgidas en el Encuentro realizado en Rosario. Ese grupo, en noviembre de 2004, comienza a recolectar firmas de apoyo en una esquina del Palacio del Congreso Nacional.
La campaña fue lanzada el 28 de mayo de 2005 (Día Internacional de Acción por la Salud de las Mujeres), al momento de su conformación, estaba integrada por 70 organizaciones de todo el país.

## Símbolo

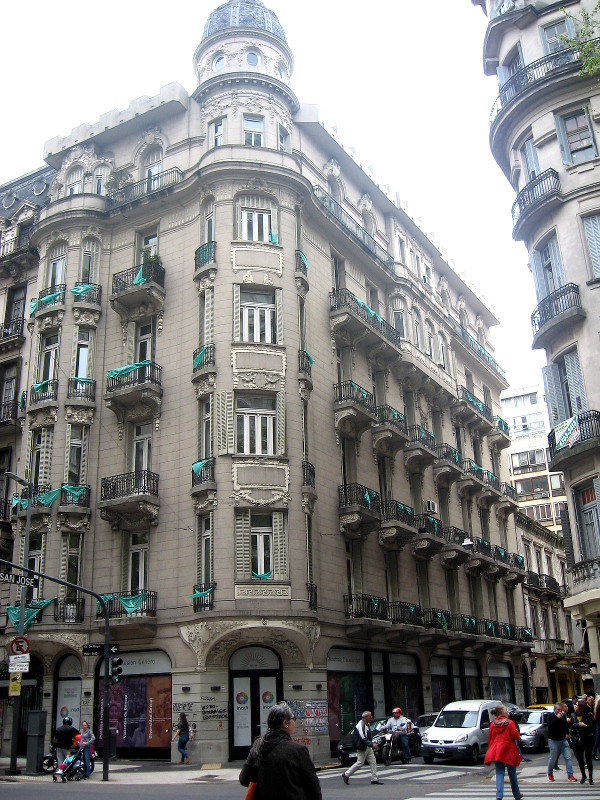
El símbolo del pañuelo verde en los balcones de un edificio en la zona céntrica de la ciudad de Buenos Aires.

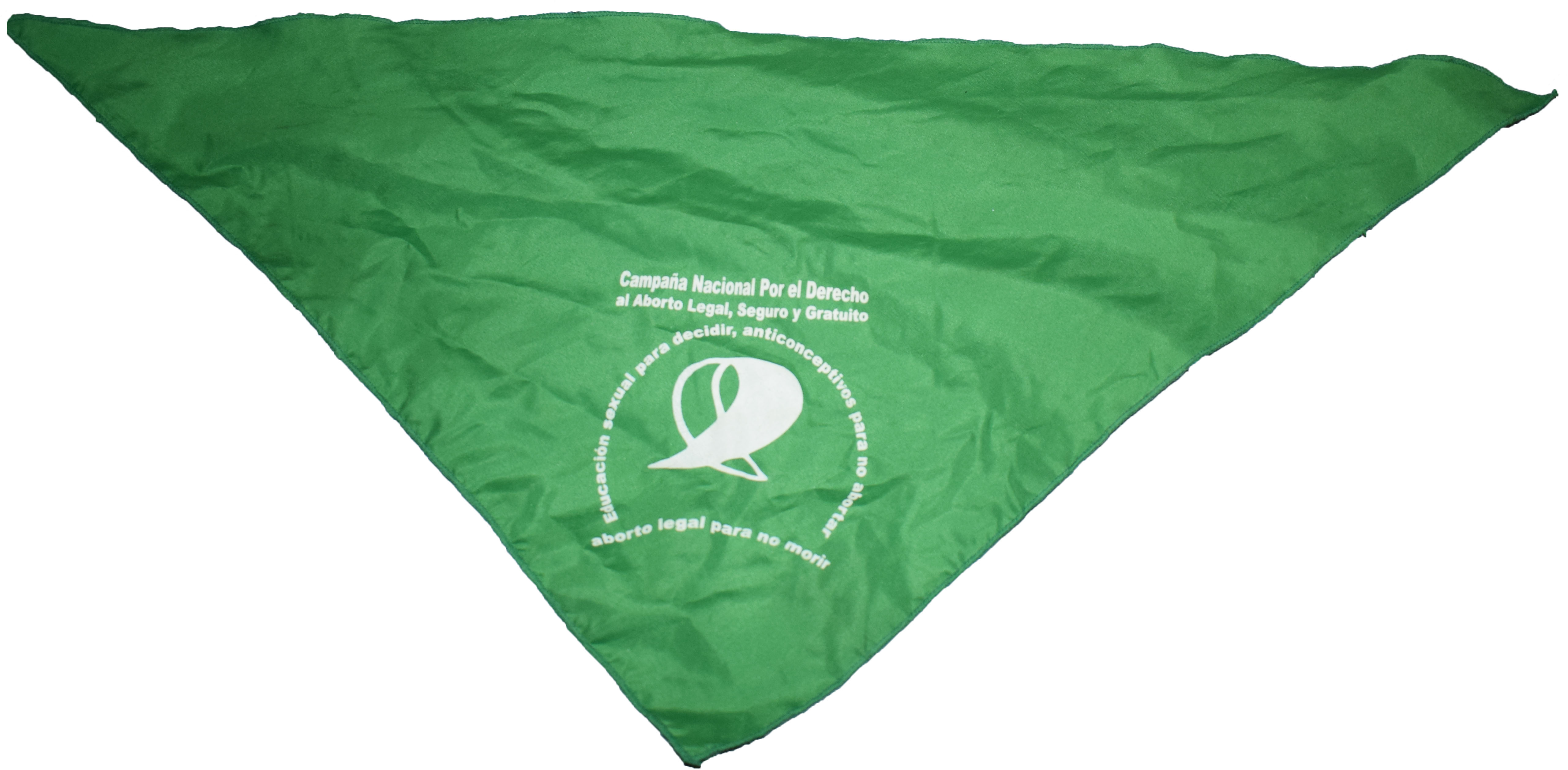
El Pañuelo verde, símbolo de la campaña

El símbolo de la campaña es el pañuelo verde, triangular, con el logo y el lema impresos en blanco. En cada acción y manifestación pública realizada por la Campaña se reparten a los asistentes estos pañuelos. La construcción del símbolo corresponde a dos motivos: color verde (consensuado entre la organización de la Campaña y Católicas por el Derecho a Decidir) por ser un color que las dirigentes de la organización consideraron vacante; puesto que el violeta es representativo del feminismo, el rojo de la izquierda, el naranja se asocia a organizaciones católicas; por otra parte la elección del pañuelo busca establecer una referencia a las Abuelas y Madres de Plaza de Mayo.

## Objetivos
La campaña se asume con un abordaje desde la transformación de los sistemas estatales y la normativa que los rige, esto se expresa en su lema: «Educación sexual para decidir, anticonceptivos para no abortar, aborto legal para no morir».
En ese sentido plantea la modificación en:
- Sistema de educación, a partir de la elaboración de programas de educación sexual;
- Sistema de salud, a partir de la garantía de acceso a métodos anticonceptivos en forma fácil y gratuita y en el acceso al aborto legal en función de «su contenido democrático y de justicia social, que busca asegurar el goce de los derechos humanos a las mujeres hoy privadas de ellos»[11]

## Acciones
Una de las primeras acciones públicas de la campaña, en 2005, consistió en la reunión de 100 000 firmas entre la ciudadanía argentina que fueron entregadas el 25 de noviembre (Día Internacional de la Eliminación de la Violencia contra la Mujer) a los diputados nacionales de aquel período. En aquella oportunidad, una movilización de 15 000 personas acompañaron la presentación de las firmas.

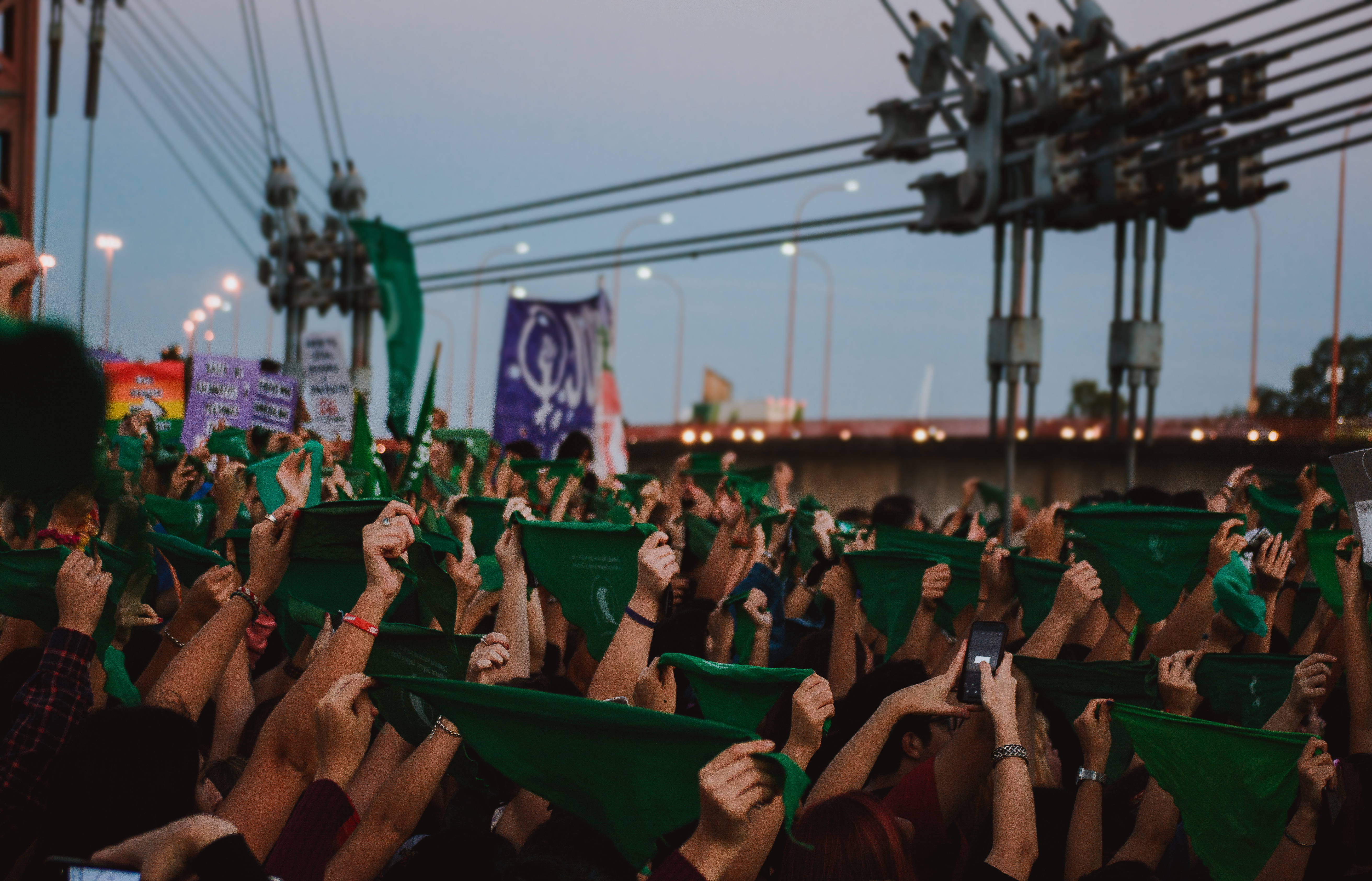
Pañuelazo federal por el derecho al aborto legal, seguro y gratuito

El 13 de junio de 2018 se llevó a cabo la primera vigilia en el congreso de la nación, en espera de los resultados de la votación que se llevaba a cabo en la cámara de diputados.
El 28 de septiembre de 2018 se realizó un pañuelazo en el marco del Día Internacional por el Aborto Seguro.
El 19 de febrero de 2019 se conmemoró en todo el país el Día de Acción Verde por el Derecho al Aborto con un pañuelazo federal simultáneo.
El 28 de mayo de 2019 en ocasión del Día Internacional de Acción por la Salud de las Mujeres y en su decimocuarto años desde su creación, la Campaña realizó acciones federales simultáneas.

## Proyectos presentados

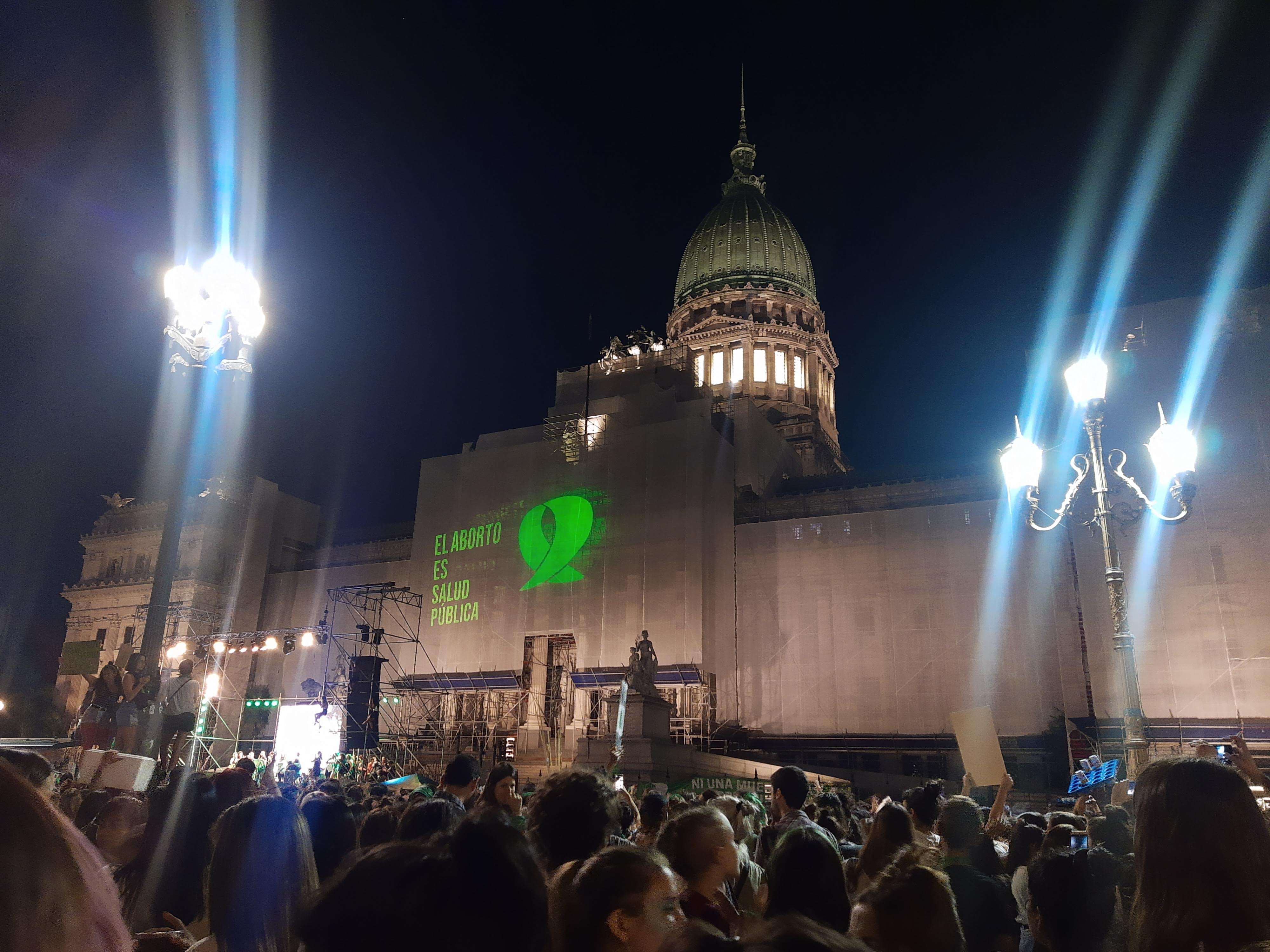
Día de Acción Verde- 2020

Durante el 2006 la campaña trabajó en la elaboración del primer proyecto de Interrupción Voluntaria del Embarazo, este proyecto fue elaborado de forma colectiva en el plenario nacional realizado en la ciudad de Rosario. El Proyecto fue presentado en la Cámara de Diputados de la Nación en marzo de 2007, en el cual se estableció principalmente la despenalización y la legalización. En marzo de 2010, se presenta por cuarta vez el proyecto de ley con más de 60 firmas de diputadas y diputados. En el 2011, el proyecto no llegó a ser tratado por la cámara de Diputados por falta de quórum. El 6 de marzo de 2018, la campaña presenta por séptima vez el proyecto de interrupción voluntaria del embarazo, llegando a ser tratada y debatida por los diputados el 13 de junio de ese mismo año. La cámara de diputados aprueba la ley de IVE con 129 votos a favor y 125 en contra, pero la ley  no consigue la aprobación por parte de los senadores.
El 28 de mayo de 2019, cumpliéndose 14 años de la creación de la Campaña Nacional por el derecho al aborto legal seguro y gratuito, se presenta por octava vez un nuevo proyecto de IVE que cuenta con  firmas de 71 diputados de la nación.

## Apoyo internacional

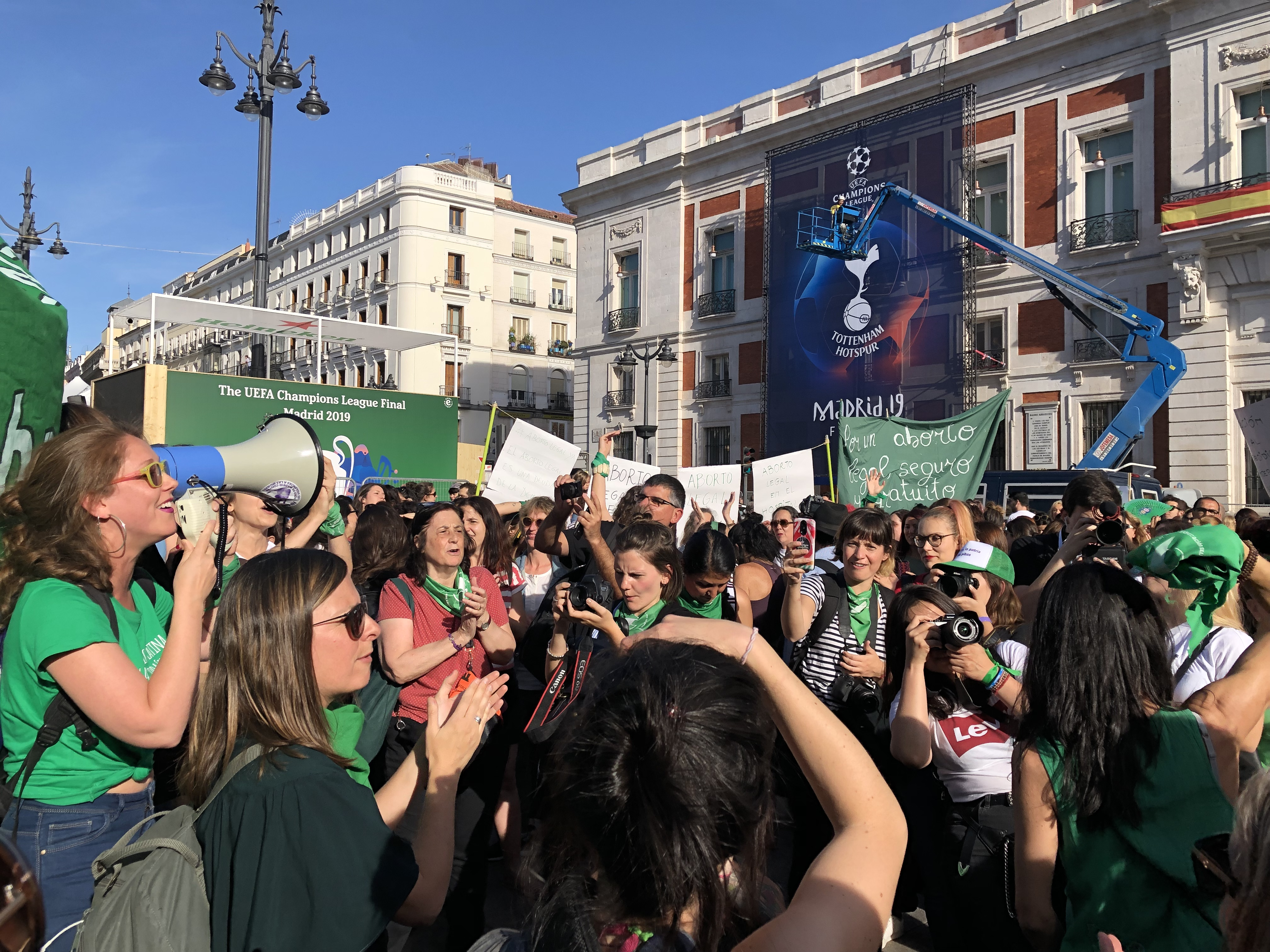
Pañuelazo en la Puerta del Sol de Madrid, 28 de mayo de 2019

Las acciones desarrolladas por la Campaña han sido seguidas, imitadas y repetidas en diferentes países a nivel regional y mundial, el uso del pañuelo verde ha significado la adscripción a los planteamientos del movimiento apoyando las acciones en Argentina, así como visibilizando las mismas solicitudes en cuanto a cambios en la legislación en cada país.
Se han registrado manifestaciones, plantones y marchas en apoyo, y señal de adscripción a las solicitudes. A su vez el símbolo del pañuelo verde de la campaña argentina fue adoptado en Brasil en 2018. En las Ciudades de México como en otras ciudades de Latinoamérica, en agosto de 2018 también hubo marchas de mujeres con pañuelos verdes por el aborto, en solidaridad con las movilizaciones en Argentina. Otras ciudades en el mundo donde se registraron eventos son: La Paz, Londres, París, Nueva York, Berlín, Barcelona, Viena, San Pablo, Lima, Bogotá, La Paz, Montevideo y Santiago de Chile.
En una solicitada publicada en 130 países del mundo a través de The New York Times del 7 de julio de 2018, la organización Amnistía internacional, que aboga por los derechos humanos al nivel global expresó su apoyo con la causa.

## Premios
- Premio Lola Mora 2018: Categoría Mención Especial[30][31][32]
- Premio Dignidad, APDH 2018[33][34][35]